# Verfassung der Islamischen Republik Pakistan
Die Verfassung der Islamischen Republik Pakistan, auch bekannt als Verfassung von 1973, ist das oberste Gesetz Pakistans. Er wurde von der Regierung unter Zulfikar Ali Bhutto mit zusätzlicher Unterstützung der Oppositionsparteien entworfen und am 10. April 1973 vom Parlament gebilligt und am 14. August 1973 ratifiziert.

## Geschichte
Der Gründer Pakistans, Muhammad Ali Jinnah, erklärte in einer Rede die Grundzüge der pakistanischen Verfassung. Die Verfassung sollte nach der Vorstellung von Jinnah die Grundprinzipien des Islams enthalten und demokratisch orientiert sein. Die Gründung Pakistans war 1947. Im März 1949 sollte auf Druck islamischer Geistlicher eine Kommission eine Resolution erarbeiten, die erste Grundzüge einer pakistanischen Verfassung erhalten. Die Resolution vereinte demokratische Prinzipien und betonte die Rolle des Islam in der Verfassung.
Die Resolution dient als Präämbel in jeder bisherigen pakistanischen Verfassung. Die erste pakistanische Verfassung wurde 1956 verabschiedet und am 7. Oktober 1958 bei einem Militärputsch außer Kraft gesetzt. Pakistans zweite Verfassung wurde 1962 verabschiedet. Diese Verfassung übertrug die Regierungsgewalt an den Präsidenten und schaffte das Amt des Premierministers ab. Die zweite Verfassung legte auch fest, dass der Präsident und Verteidigungsminister Angehörige des Militärs sein müssen.
Die dritte Verfassung von 1973 war die erste Verfassung, die von Politikern verabschiedet wurde. Die Verfassung legte als Gegenstück der Verfassung 1962 fest, dass die Regierungsgewalt beim Premierminister liegt und der Präsident nur eine Repräsentierungsfunktion erfüllt. Die Verfassung von 1973 legt weiterhin fest, dass alle verabschiedeten Gesetze im Einklang mit den Prinzipien des Islams sein müssen. Diese Vorgabe wurde durch die Einrichtung eines Schariagerichts und einer Kommission umgesetzt. Die pakistanische Verfassung 1973 wurde nach einem Putsch 1977 außer Kraft gesetzt und 1985 wieder eingesetzt. Die hinzugefügte 8. Änderung übertrug die Regierungsgewalt vom Parlament und Premierminister zum Präsidenten; sie führte ein präsidentielles Regierungssystem ein. Diese Regelung wurde bis 2004 fortgeführt. Asif Ali Zardari hob die Regelung 2010 wieder auf; die Regierungsgewalt kam wieder zum Premierminister.